# Kessel (Brabant-Septentrional)
Pour les articles homonymes, voir Kessel.
Kessel est un village de la commune néerlandaise d'Oss dans la province du Brabant-Septentrional, sur la rive gauche de la Meuse.
Le nombre d'habitants de Kessel est compris dans celui de l'entité statistique Maren-Kessel, qui est formé des villages de Maren, Kessel et Maren-Kessel. Le 1er janvier 2007, cette entité statistique compte 1 067 habitants.

## Archéologie
Grâce aux carrières de sable et de graviers dans le Kesselse Waard et le Litse Ham, Kessel est devenu lors des dernières décennies, le site archéologique le plus riche pour le temps des Gaulois. La plupart des trouvailles doivent encore être soumises à la recherche scientifique. On a également trouvé des restes de la présence des Romains.
Lors des travaux d'extraction de sable et de gravier sur la Meuse, en 1976, au cours desquels le Litse Ham a été fouillé, les restes épars d'un temple romain ont été découverts. Il est désigné dans la littérature spécialisée de temple de Kessel-Lith. Sur la base des fragments trouvés (conservés au musée national des antiquités Rijksmuseum van Oudheden de Leyde), il pourrait s'agir du plus grand temple des Pays-Bas de l'époque romaine plus imposant que ceux d'Elst ou d'Empel. Il date du Ier siècle. Il aurait été construit sur un ancien site de culte. De nombreuses offrandes ont été mises au jour (26 épées, des pièces de monnaie et du matériel osseux humain). Le temple était situé à l'endroit où la Meuse et le Waal convergeaient. Il est possible que le nom de la ville romaine Vada ou Vadam provienne de ce lieu, bien qu'une autre possibilité pour un tel candidat soit Wadenoijen.

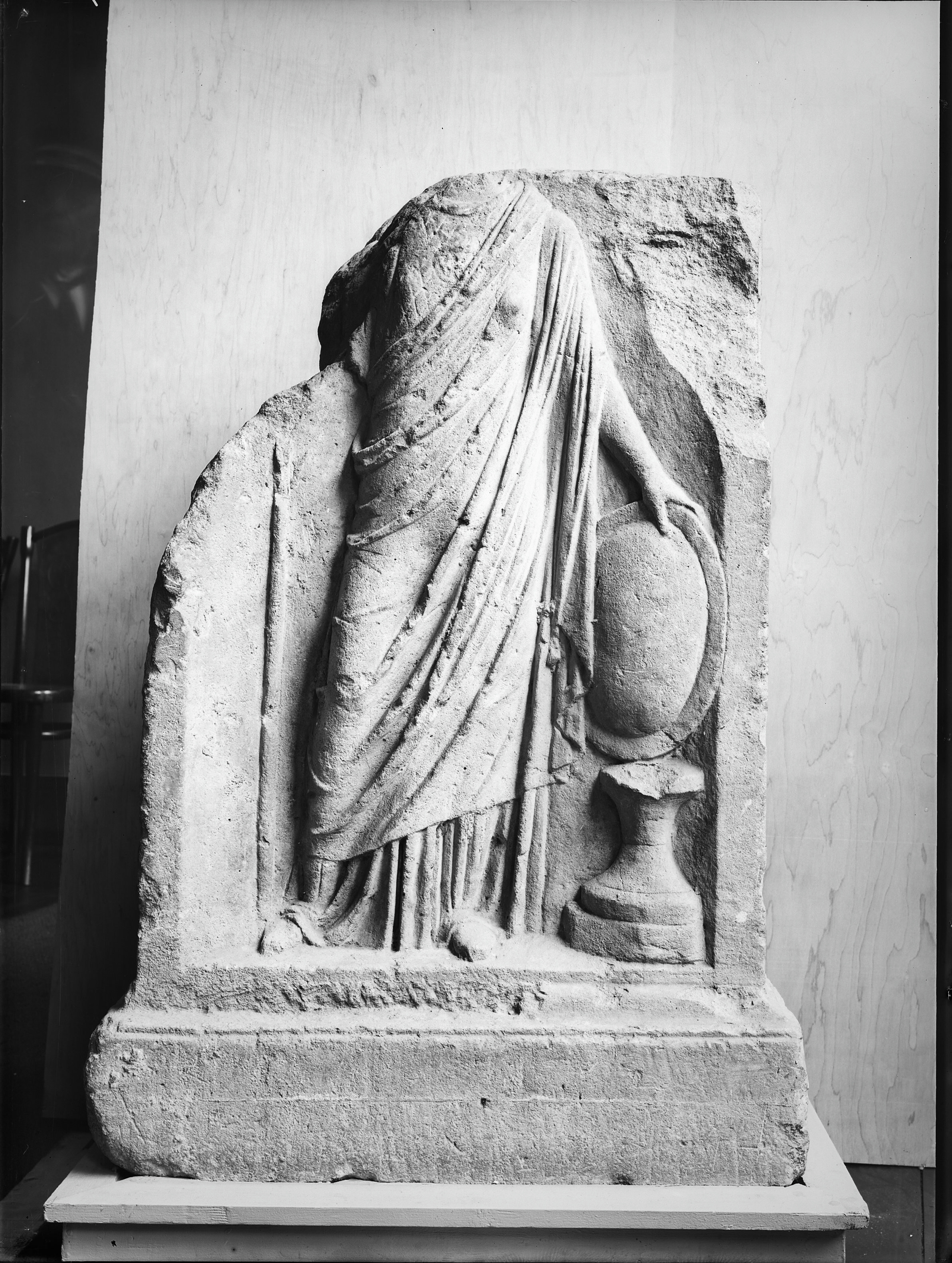
Vestige mis au jour en 1976.
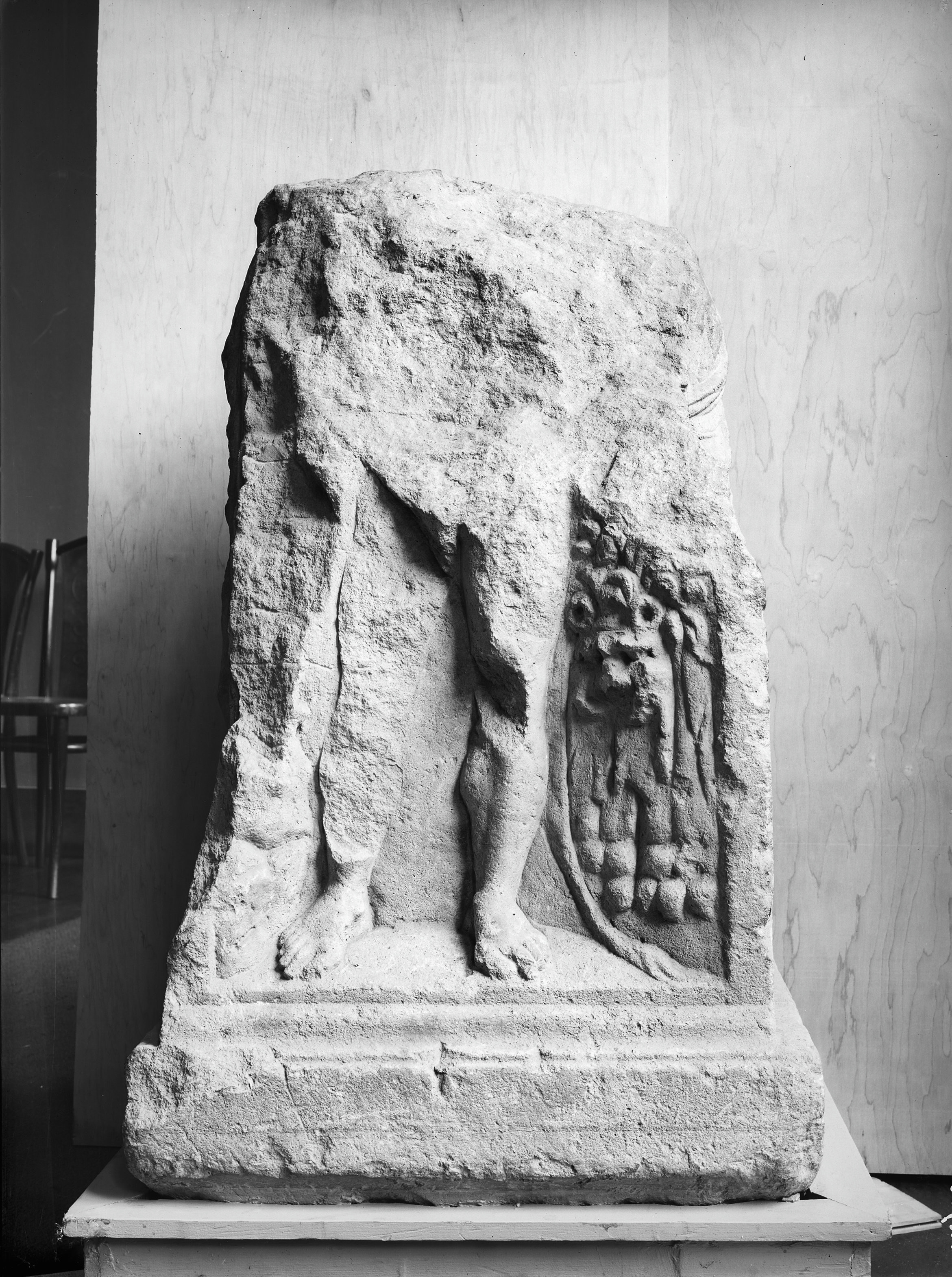
Vestige mis au jour en 1976 (possible statue d'Héraclès avec la dépouille du lion de Némée).
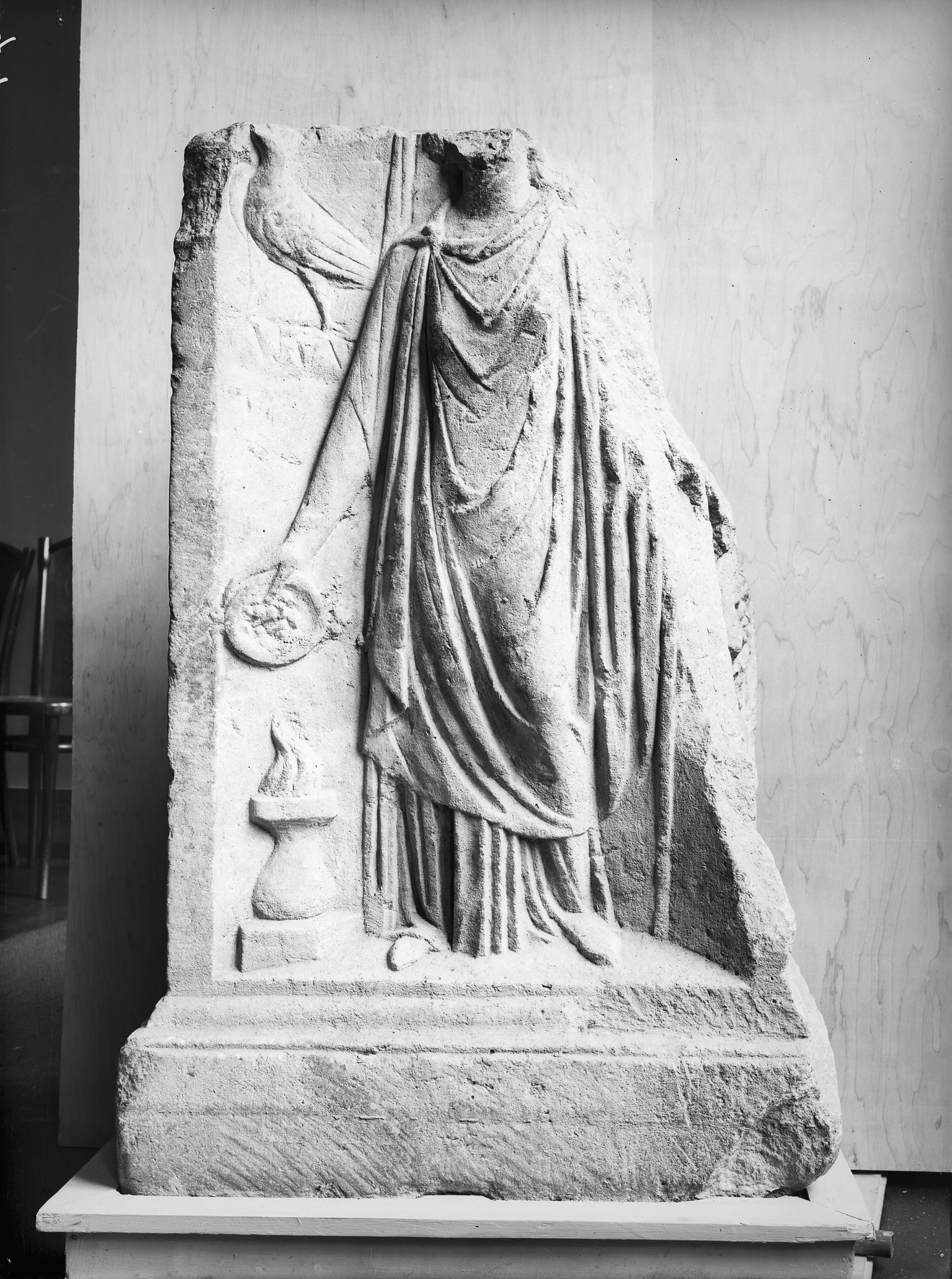
Vestige mis au jour en 1976.

En décembre 2015, l'archéologue néerlandais Nico Roymans de la Vrije Universiteit (VU) d'Amsterdam, spécialiste de l'Âge du fer, révèle la mise au jour d'un site révélant de nombreux vestiges d'armes et d'ossements datant du Ier siècle av. J.-C. Selon son interprétation, ce site pourrait être celui, qui a vu en 55 av. J.-C., la rencontre des légions de César contre les peuples des Usipètes et des Tenctères chassés de leurs territoires par les Suèves. Cette affrontement conduira au génocide de ces deux peuples par les forces militaires romaines.

## Histoire
La première mention de Kessel date de 997, dans un acte du roi Hugues Capet concernant la Seigneurie de Heriwarda, (Heerewaarden, dont dépendaient les localités de Marsna et Casella, Maren et Kessel. La Seigneurie de Heriwarda passe en 1024 au chapitre de la cathédrale St.Lambert de Liège. Maren et Kessel sont alors une seule paroisse avec une église à Maren, consacrée à St.Lambert.
Au XIIIe siècle, Kessel devient une Seigneurie et une paroisse avec sa propre église St.Antoine. Il y a eu également un château seigneurial, nommé Het Hof, la Cour. En 1582, pendant la guerre de Quatre-Vingts Ans, il a hébergé un régiment de soldats espagnols. Quand après la Guerre de Quatre-Vingts Ans, le service catholique est défendu, on tolère que les villageois de Kessel visitent l'église-grange à Maren.
Kessel possédait dès 1767 une petite mairie contre l'église et la Seigneurie était apparemment devenue une commune indépendante. En 1810, sous Napoléon, le château seigneurial a été démoli. À la formation des communes du jeune Royaume des Pays-Bas, Kessel entre en 1819 dans l'ancienne commune d'Alem, Maren en Kessel. On construit à Kessel une nouvelle église en 1837.

## LeXXesiècle
En 1929, on a encore bâti une nouvelle église. Cette dernière église, ainsi qu'une bonne partie du village, ont été détruites pendant la guerre en 1944. L'église de Maren était également sévèrement endommagée. Après la guerre, on décide de construire en 1953 une nouvelle église et un nouveau village avec une école et des commerces à mi-chemin entre les deux vieux villages. C'est devenu le village de Maren-Kessel. En 1958, à la dissolution de l'ancienne commune d'Alem, Maren en Kessel, les trois localités Kessel, Maren et Maren-Kessel sont annexés à la commune de Lith, où ils forment une seule localité statistique sous le nom de Maren-Kessel.

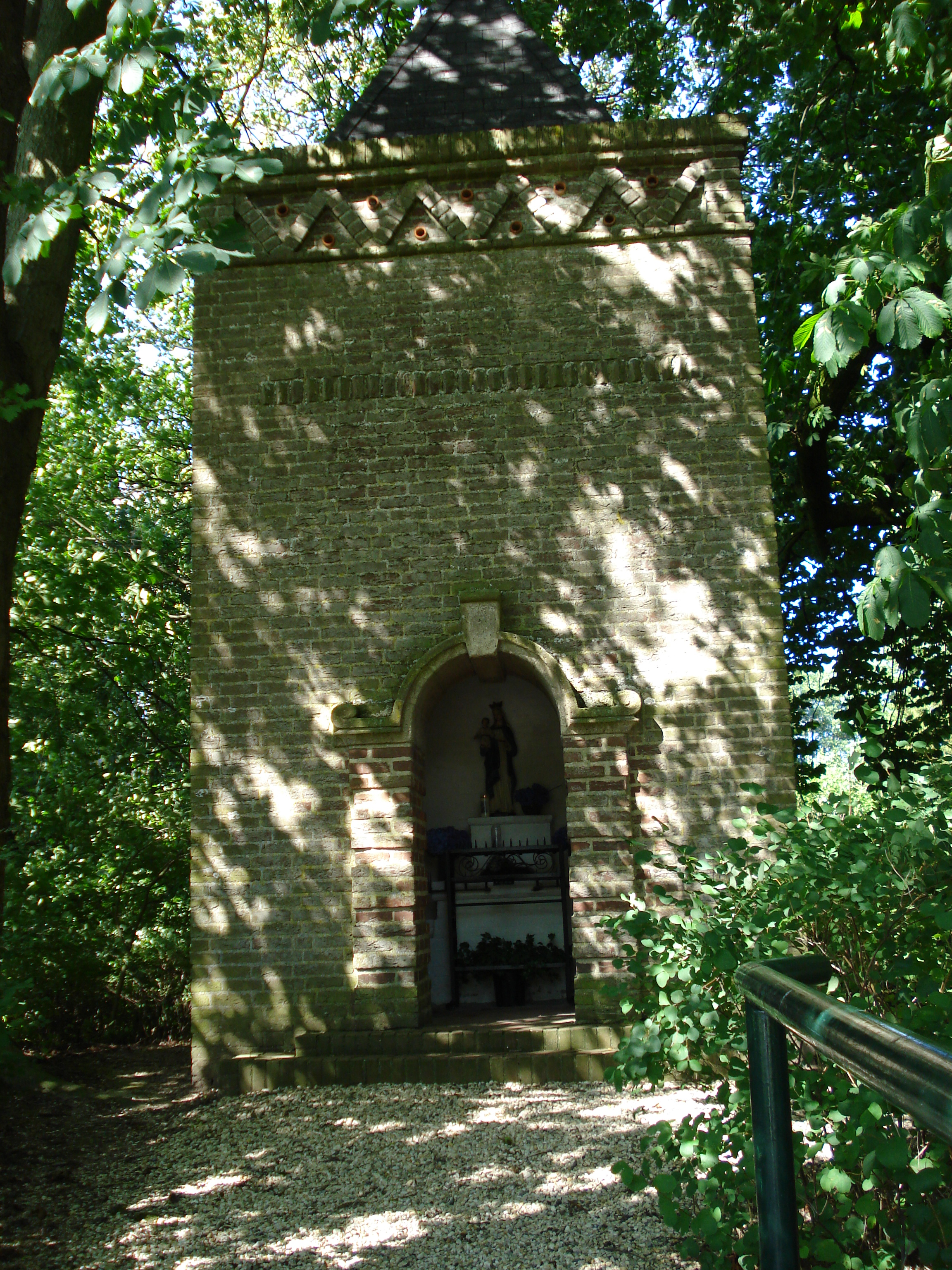
Kessel, la chapelle.
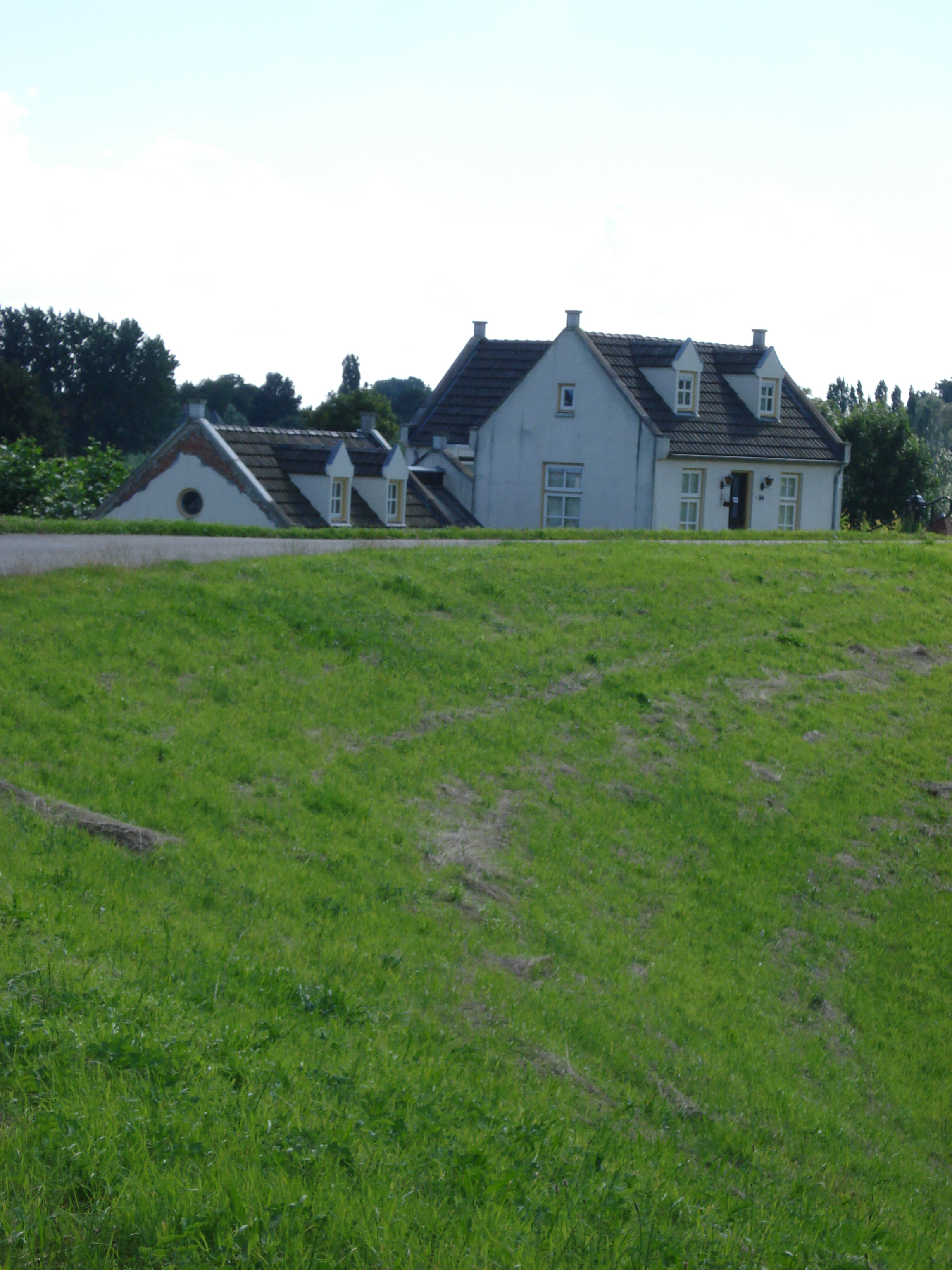
Kessel, anciennes maisons en contrebas de la digue.
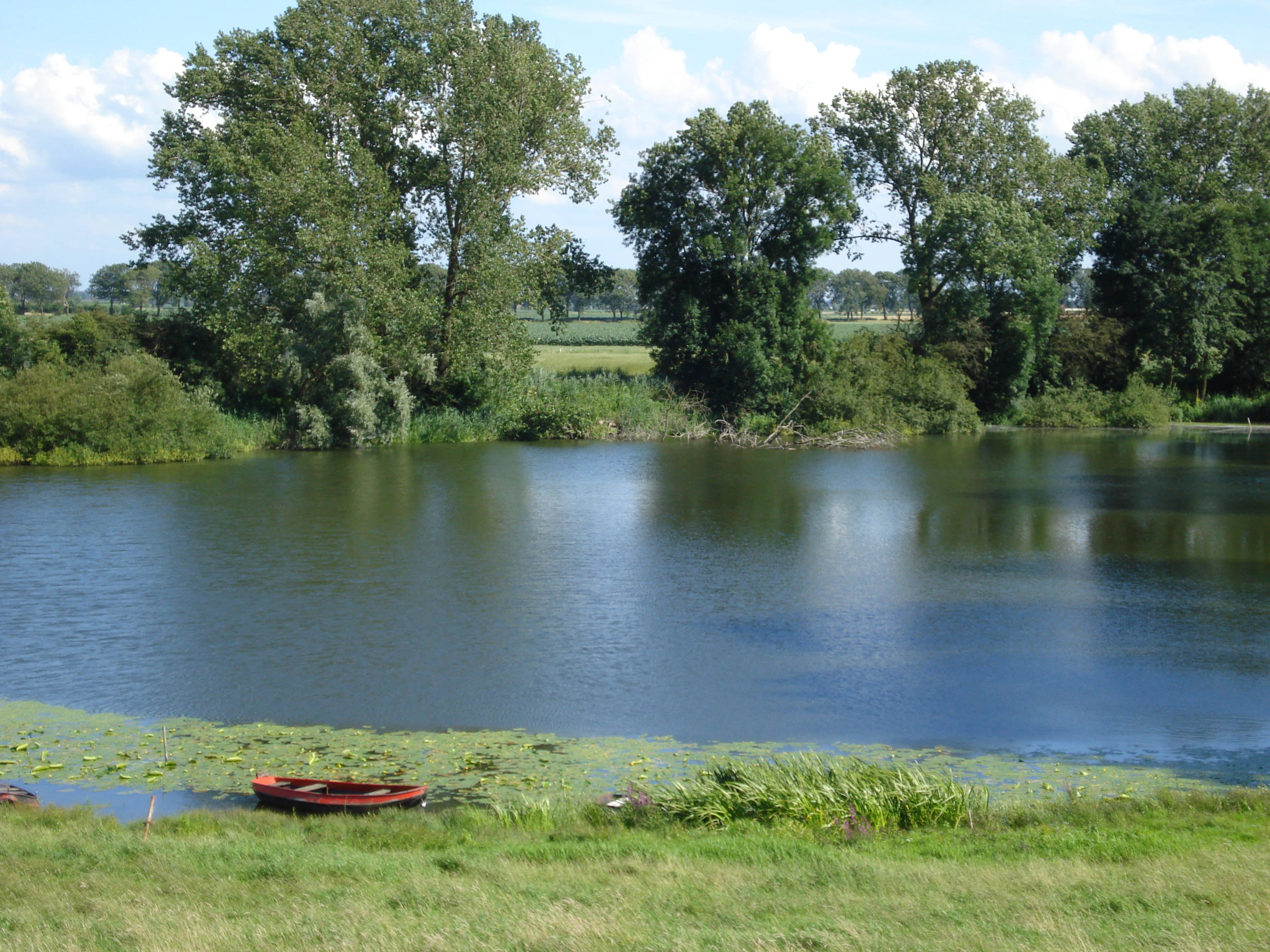
Kessel, soldatenwiel, un étang formé après une cassure de la digue de la Meuse. Selon la légende, des soldats se sont noyés ici.